# Witchery
Witchery est un groupe suédois de blackened thrash et speed metal, originaire de Linköping. Il est formé en 1996 par d’anciens membres de Satanic Slaughter. Le groupe acquiert rapidement une popularité de par leur style musical et leur univers uniques. Leur humour très noir, faisant la part belle aux exécutions, aux meurtres, à la nécrophilie, aux résurrections et autres sujets macabres, se retrouve dans les titres de leurs albums, de leurs morceaux, et même jusque dans le nom de la mascotte du groupe (un squelette nommé Ben Wrangle en raison du mot suédois benrangel, « squelette » en suédois).
Le groupe a son propre signe de reconnaissance : le “W”, une variante du célèbre « signe des cornes » popularisé par Ronnie James Dio. Pour faire le “W”, le pouce vient se poser sur l’annulaire recourbé, les trois autres doigts formant une lettre W. La rumeur veut que le signe ait été créé lorsqu’un des membres essaya de faire le signe des cornes une cigarette à la main. Le “W” ne doit pas être confondu avec le Shocker.

## Biographie

### Débuts (1996–1997)
Witchery est formé en 1996 à Linköping,. Un an après avoir enregistré leur album éponyme, le groupe culte suédois Satanic Slaughter se prépare à enregistrer un EP dans les studios Angered d’Andy LaRocque. L’album devait contenir cinq reprises, chacune d’entre elles choisie par un membre du combo. Le groupe avait aussi composé deux nouveaux morceaux, The Executioner et The Howling, dont ils adorent le côté très rétro-thrash, et qu’ils décident d’inclure dans l’EP à venir.
Cependant, Ztephan Dark, fondateur du groupe et dernier membre du line-up originel, ne partage pas cette nouvelle orientation musicale et choisit de partir avec le nom Satanic Slaughter plutôt que de renvoyer tout le monde. Tout cela se passa alors que le groupe s’apprêtait à entrer aux studios Angered. Les quatre ex-Satanic Slaughter décident malgré tout de poursuivre l’aventure avec quelques remaniements : le guitariste Toxine s’occuperait du chant, et le bassiste Rikard Rimfält passerait à la guitare. Witchery était né.

### Restless and Dead(1998–1999)
Le groupe réalise que leur première sortie sous le nom de Witchery ne pouvait pas être un EP de reprises, et celui-ci mis en boite, ils s’attèlent immédiatement à l’écriture d’un premier album studio. Avec Toxine au chant et Rikard Rimfält à la guitare, il manque un bassiste à Witchery : c’est Sharlee d’Angelo (Arch Enemy, Mercyful Fate) qui sera choisi pour ce rôle. L’album Restless and Dead est donc écrit en 1997 et enregistré la même année. Les conditions d’enregistrement étaient très proches d’un live : la batterie, la basse et les deux guitares sont enregistrées simultanément. Vinrent ensuite le chant et les solos, ajoutés en janvier 1998 au cours d’une semaine d’enregistrement aux studios Blue Hill à Linköping, en Suède. Concernant le visuel de l'album, c’est l’artiste Kristian « Necrolord » Wåhlin, qui est choisi. En voyant le résultat, le groupe est si satisfait qu’il demande à Necrolord de s’occuper également du visuel de Witchburner, l’EP de reprises que le groupe avait prévu de sortir quelque temps après leur premier album. Witchery part en tournée en avril 1998 à Copenhague.
Restless and Dead est publié le 2 octobre 1998, et est donc la première sortie de Witchery – l’album bénéficie d’une sortie mondiale assurée par Necropolis Records. Witchburner, bien qu’enregistré avant, sort quant à lui le 29 mars 1999. L’album Restless and Dead reçoit un accueil très positif,,, et est notamment élu « Révélation de l’année 1998 » par le magazine finlandais Suomi Finland Perkele. Witchery participe aux SFP Annual Awards à Helsinki, et voit le groupe Nightwish, futur grand nom de la scène metal, ouvrir pour eux. À la suite de la sortie de l’album, Witchery part en tournée  aux États-Unis avec Emperor, Borknagar et Divine Empire. Sharlee D’Angelo ne pouvant pas participer à la tournée de par ses obligations envers Mercyful Fate, c’est Magnus Olsfelt de The Crown qui officie au poste de bassiste durant les six semaines de la tournée. D’Angelo ne peut pas non plus jouer avec le groupe quand il tourne au Japon, afin d’éviter toute confusion puisqu’il était déjà en tournée avec Arch Enemy. C’est une fois de plus Magnus Olsfelt qui le remplace pour cette tournée.

### Witchburner(1999)
L’enregistrement s'effectue aux studios Los Angered à Göteborg. L’EP, Witchburner, comprend quatre reprises, chacune d’entre elles choisies par un membre du groupe : Neon Knights de Black Sabbath, Fast as a Shark d’Accept, I Wanna be Somebody de WASP et Riding on the Wind de Judas Priest. Le morceau initialement choisi par Ztephan Dark (Screams from the Grave d’Abattoir) n'est pas inclus sur ce premier EP.

### Dead, Hot and Ready(1999–2000)
Au début de 1999, Witchery commence à écrire le successeur de Restless and Dead et part l’enregistrer en juin de la même année, une tournée avec Emperor et Borknagar étant ensuite prévue. Le groupe retourne aux studios Blue Hill à Linköping, pour y retrouver le son cru et puissant de Restless and Dead. Toutefois, il apparait rapidement que quelque chose clochait cette fois. Les propriétaires du studio avaient changé leur table de mixage après que le groupe ait enregistré son premier opus. S’il était indéniable que la nouvelle table de mixage était meilleure que la précédente, elle n’offrait pas ce rendu live un peu imparfait que recherchait le groupe. De nombreuses idées sont avancées pour retrouver l'esprit du son du précédent album. Le groupe s’aperçut par exemple que les bandes utilisées pour enregistrer l’album étaient précisément celles utilisées lors du précédent : on pouvait donc entendre, entre deux nouveaux morceaux, des chutes de Restless and Dead. Tous les morceaux devant figurer sur Dead, Hot and Ready étaient enregistrés, à l’exception du chant ; malgré tout, les membres décident de repartir à zéro et de réenregistrer l’intégralité de l’album en tenant compte des ajustements et idées qu’ils avaient eues pour améliorer le son général. Le résultat n'est pas meilleur : la nouvelle table de mixage ne pouvait tout simplement pas répliquer l’urgence du son précédent. Le groupe se résigna donc à mixer l’album ailleurs.
The Haunted, le groupe principal de Patrik Jensen, enregistre une reprise de Candlemass, Well of Souls, le premier morceau avec leur nouveau chanteur Marco Aro. Le morceau est enregistré et mixé aux studios Oral Majority de Roberto Laghi, à Göteborg, et Jensen propose donc de s’y rendre pour finaliser Dead, Hot and Ready. Le groupe accepte et l’album aboutit enfin à l’issue de ces nombreux déboires. La couverture est une fois de plus réalisée par Necrolord, et l’album sort le 22 octobre 1999 au niveau mondial, une fois de plus sous la houlette de Necropolis Records. Il est temps pour le groupe de défendre son deuxième opus sur scène, et de se préparer pour sa première tournée européenne en compagnie de Moonspell et Kreator au début de 2000. Le batteur Mique, ne pouvant être présent, est remplacé par Per Möller Jensen de The Haunted tout au long de ces dates. Mais Toxine annonce alors qu’il ne pourrait pas non plus prendre part à la tournée ; ces concerts étaient trop importants et ne pouvaient pas être annulés : un remplaçant doit donc être trouvé. Witchery se dit qu’entre le maquillage et l’accoutrement que portaient les membres du groupe sur scène, les chances que l’absence de Toxine ne soit pas remarquée étaient grandes. Rikard Rimfält contacta donc un de ses amis d’enfance nommé Fredrik Samuelsson, avec qui il avait déjà joué. Fredrik accepte et le pari se révèle gagnant, puisque quasiment personne ne s’aperçoit de l’absence de Toxine.

### Symphony for the Devil(2000–2001)
Une tournée au Japon est effectuée avec Arch Enemy, puis Witchery se remet au travail pour enregistrer ce qui deviendrait Symphony for the Devil. Le principal compositeur, Jensen, venait juste de sortir The Haunted Made Me Do It avec The Haunted, et les tournées successives pour cet album l’occupe tout au long de l’année 2000. Ce n’est donc qu’en automne de cette année que l’album est prêt. Le groupe choisit cette fois les studios de Berno Paulson à Malmö, en Suède, pour mettre Symphony for the Devil en boîte : Patrik Jensen venait d’y enregistrer l’album de The Haunted, et avait déjà enregistré deux albums de Seance avec Toxine et Mique. Peu de temps avant d’entrer en studio, Mique annonça qu’il quittait le groupe. Un vent de panique s’empara du groupe, sans batteur pour le studio. Les frères Erlandsson (Adrian et Daniel) furent approchés mais aucun d’entre eux n’était disponible en si peu de temps. Le groupe choisit de faire donc appel à un jeune batteur de leur ville natale du nom de Martin Axenrot. Dès la première répétition, le groupe sait qu’ils tenaient leur nouveau batteur ; les répétitions s’enchainent et, au printemps 2001, le combo entre fin prêt aux studios Berno.
Symphony for the Devil marque le début de la collaboration du groupe avec Hank Shermann de Mercyful Fate. Celui-ci quitte sa ville natale, Copenhague, pour rejoindre le groupe le temps d’enregistrer le solo de l’instrumental Hearse of the Pharaoh. Hank Shermann est depuis devenu un invité régulier sur chaque album de Witchery. L’album sort le 24 septembre 2001, et embarque le combo pour sa seconde tournée aux États-Unis et au Canada. Ils ouvrent pour The Haunted, et cette tournée voit enfin chacun des membres du groupe jouer ensemble sur scène. La sortie de l’album est cette fois partagée entre trois acteurs : Toy’s Factory, le distributeur japonais du groupe, signe pour une sortie directe sur le territoire japonais, Music for Nations s’occupe de l’Europe, et c’est à Necropolis Records que revient la sortie de ce troisième enregistrement pour le reste du monde. Fait notable, une couverture différente est réalisée pour chacune de ces trois régions : Necrolord se charge de la version japonaise, Andreas Petterson de la version européenne, et Niklas Sudlin de la version sortie par Necropolis Records.

### Don’t Fear the Reaper(2002–2005)
Les choses s’accélèrent après la tournée aux États-Unis. Le groupe participe à de nombreux festivals au début de 2002, et une tournée est faite au Mexique en compagnie de The Haunted et To/Die/For. Necropolis Records, partenaire de longue date du groupe, met la clé sous la porte en 2003, laissant le combo sans label. Les membres du groupe sont chacun très occupés par leurs activités respectives, et ce n’est que début 2004 que le groupe se remet au travail. En décembre de la même année, le quatrième album est prêt et enregistré aux studios Berno, comme le précédent. Le groupe ne trouve pas le mixage effectué en accord avec leurs attentes, et ils envoient donc les pistes de Don’t Fear the Reaper à Tue Madsen dans ses studios Antfarm, qui finalise la création de l’album. Quant à la couverture, c’est Andreas Pettersson, responsable de la couverture de la version européenne du précédent disque, qui s’en charge.
Jensen et Sharlee d’Angelo ayant eu une bonne expérience avec les allemands de Century Media Records, ils décident de se rapprocher d’eux pour signer un contrat de portée mondiale en décembre 2005. La recherche de ce nouveau label et les négociations se poursuivent sur plusieurs mois, et l’album Don’t Fear the Reaper ne sort en définitive que le 27 février 2006, plus d’une année après avoir été enregistré.

### Witchkrieg(2006–2011)

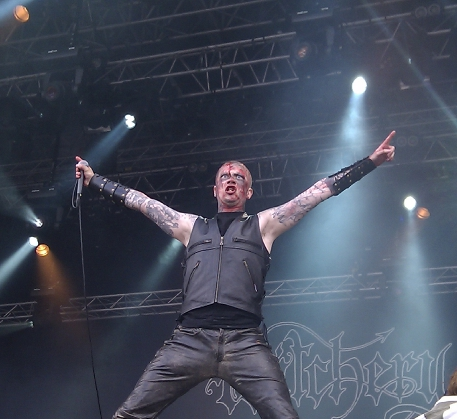
Legion, chanteur de Witchery (2010–2011), au festival Metaldown en 2010.

Les emplois du temps de chaque membre se révélant de plus en plus chargés, leurs autres groupes gagnant en réputation ; le batteur Martin Axenrot rejoint quant à lui officiellement les rangs d’Opeth en 2006, ce qui ne fait qu’amenuiser encore plus les possibilités de Witchery de tourner et porte un coup à la créativité du groupe. Les membres font donc quelques concerts ici et là et ne peuvent se rencontrer pour répéter qu’à quelques rares occasions. Ces contraintes poussent donc Jensen à commencer donc l’écriture de Witchkrieg tout seul. Il en profite pour faire aboutir une de ces envies : faire participer à cet album différents guitaristes qui l’avaient inspiré et influencé. Cela aboutit donc à une longue liste d’invités prestigieux sur ce cinquième album, comme Kerry King de Slayer, Andy LaRocque de King Diamond (que le groupe avait rencontré à l’époque de l’EP Witchburner), Jim Durkin de Dark Angel, Gary Holt de Slayer et d’Exodus et enfin Hank Shermann de Mercyful Fate, invité favori du groupe.
Avant l’album, Toxine, membre de la première heure, décide de faire ses adieux au groupe pour raisons personnelles. Witchkrieg voit donc Legion (ex-Marduk) les rejoindre. De par les contraintes fortes induites par les emplois du temps de chacun, Witchkrieg se révèle aussi le premier album qui n'est pas enregistré dans des conditions live, mais plus classiquement : chaque instrument est enregistré séparément, avant de fusionner et mixer toutes les pistes d’instruments en une seule. Le groupe n’avait pas le choix. Tout l’enregistrement se déroule à Linköping, aux studios Eleven pour les guitares et la basse, et aux studios Whitelight pour le reste. Tue Madsen mixe l’album et s’occupe du mastering, et l’artwork est réalisé par Andreas Pattersson.
Le groupe réalise le premier clip vidéo de l’histoire de Witchery pour le titre Witchkrieg, auquel participe notamment Kerry King de Slayer. L’album sort sur Century Media Records en juin 2010 et le groupe défend ce cinquième opus lors de nombreux festivals d’Europe, Victor Brandt (Entombed A.D., ex-Satyricon), remplaçant Sharlee D’Angelo lorsque celui-ci ne pouvait pas être présent. Legion quitte le groupe début 2011 pour s’en aller vers des horizons non musicaux, et c’est Emperor Magus Caligula (ex-Dark Funeral, ex-Hypocrisy) qui le remplace. Avec leur nouveau chanteur, Witchery effectue une autre tournée au Japon, mais une fois de plus le line-up n’était pas au complet : Fredrik Wigdis (Marduk) remplace donc Martin Axenrot derrière les fûts, quant à Sharlee D’Angelo, il est remplacé par Gustaf Jorde (ex-Defleshed), qui assure aussi les chœurs – une première pour le groupe.

### In His Infernal Majesty's Service(depuis 2016)
Après cinq années de silence, Witchery revient en septembre 2016 pour annoncer la sortie de son sixième album intitulé In His Infernal Majesty's Service,. Il est annoncé à l'international pour le 25 novembre 2016 au label Century Media Records. Pour célébrer leur vingtième année d'existence, le groupe comprend désormais Jensen (The Haunted), Rikard Rimfält (Seance) et Sharlee D'Angelo (Arch Enemy), et les nouveaux membres Angus Norder (chant, Nekrokraft) et Chris Barkensjö (batterie, LIK).

## Membres

### Membres actuels
- Patrik Jensen – guitare (depuis 1997)
- Richard Corpse – guitare (depuis 1997)
- Victor Brandt – basse (depuis 2022)
- Angus Norder – chant (depuis 2016)
- Chris Barkensjö – batterie (depuis 2016)

### Anciens membres
- Toxine (Tony Kampner) – chant (1997–2010)
- Mique – batterie (1997–1999)
- Martin Axenrot – batterie (1999–2016)
- Legion (Erik Hagstedt) – chant (2010–2011)
- Emperor Magus Caligula – chant (2011–2016)
- Sharlee D'Angelo – basse (1997 - 2022)

## Discographie
- 1998 : Restless and Dead
- 1999 : Witchburner (EP)
- 1999 : Dead, Hot and Ready
- 2001 : Symphony for the Devil
- 2006 : Don't Fear the Reaper
- 2010 : Witchkrieg
- 2016 : In His Infernal Majesty's Service
- 2017 : I Am Legion